# جوناثان بيلي (لاعب كرة قدم)
جوناثان بيلي (بالإنجليزية: Jonathan Baillie)‏ (2 سبتمبر 1985 في المملكة المتحدة - ) هو لاعب كرة قدم بريطاني في مركز الدفاع. لعب مع نادي هيبرنيان وجلينفتون أثلتيك ‏ وTroon F.C. ‏ ونادي آير يونايتد وWhitletts Victoria F.C. ‏.

## وصلات خارجية
- جوناثان بيلي على موقع قاعدة بيانات كرة القدم.إي يو (الإنجليزية)
- جوناثان بيلي على موقع Soccerbase.com (لاعب) (الإنجليزية)